# Educația în limba catalană

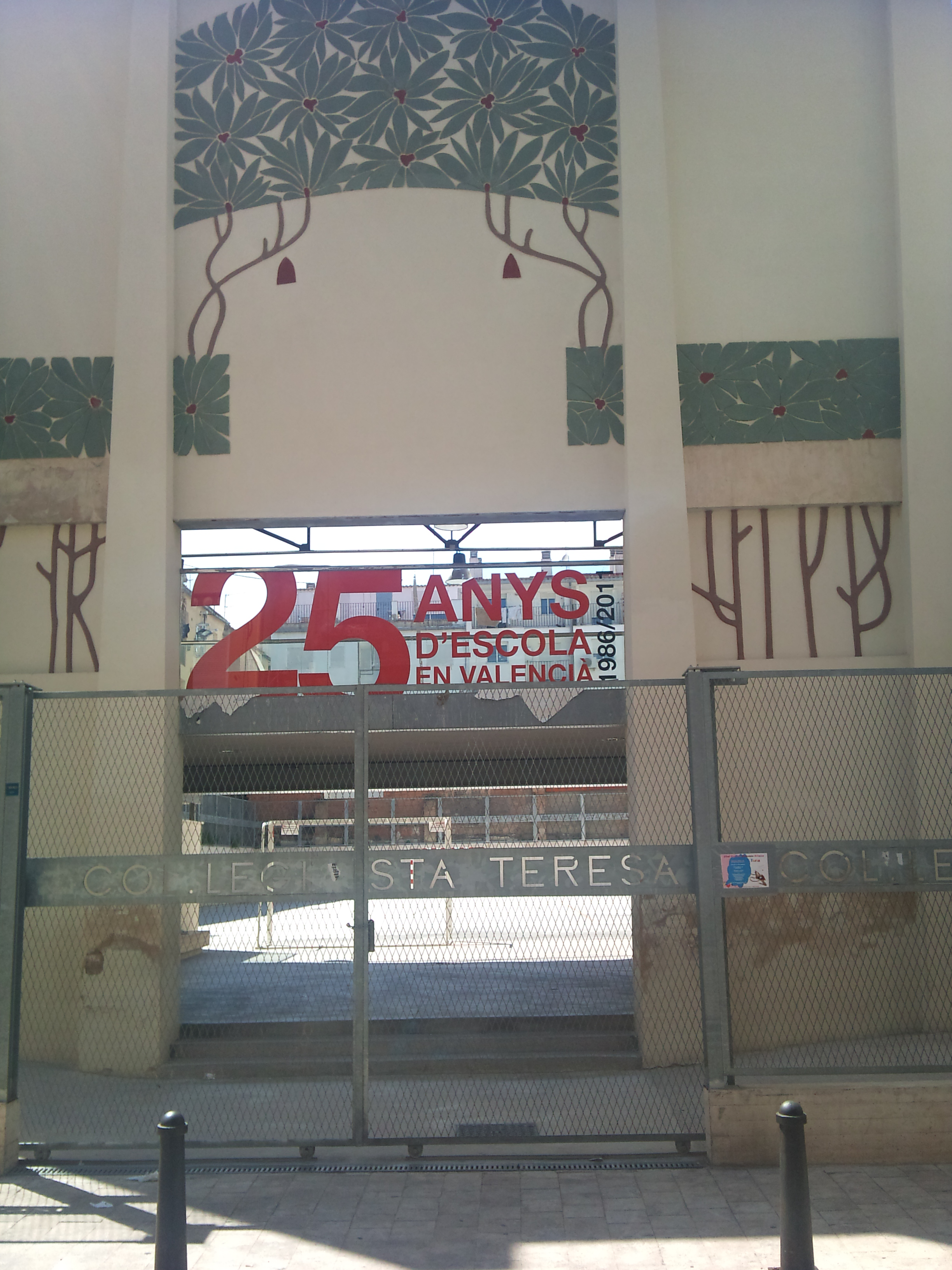
Școala Santa Teresa din Barrio del Carmen de Valencia, împodobită cu ocazia aniversării a 25 de ani de la reunirile școlilor valenciene.

Odată cu democrația, limba catalană a fost recuperată în domeniul educațional. Cu toate acestea, introducerea limbii catalane în sălile de clasă a fost foarte inegală în funcție de teritoriu. Astfel, în timp ce în Catalonia și în Insulele Baleare a fost adoptat un model lingvistic conform căruia catalana este principala limbă vehiculată, în Comunitatea Valenciană a fost urmat un model radical diferit în care părinții pot alege, în teorie, limba de școlarizare a copiilor.
Catalana a fost separată de domeniul educațional între secolele XVII și XX, deoarece diferitele state în care se vorbește limba impuneau educația obligatorie în limbile de stat respective. Cu toate acestea, diferitele sectoare sociale ale țării au fost întotdeauna conștiente de faptul că educația este un domeniu crucial atât pentru progresul țării, cât și pentru vitalitatea limbii, astfel încât cerințele de introducerea catalanei în   educație si reclamațiile pentru iesire au fost frecvente în toată această perioadă. 
Situația a început să se schimbe, în special în Catalonia, începând cu secolul XX, odată cu avansarea catalanismului politic, mai întâi de Mancomunitat de Catalunya și după Generalitat republicană .  Ministrul  A Doua Republica Spaniola, Marcelino Domingo , a permis utilizarea limbii catalane în învățământul primar în Decretul din 29 aprilie 1930.  Într-adevăr, Statutul de autonomie al Cataloniei din 1932 a introdus pentru prima dată predarea limbii catalane și în limba catalană la toate nivelurile de învățământ. Din nefericire, perioada autonomă a fost foarte scurtă, dar activitatea sa a pus bazele care să permită zeci de ani mai târziu, sectoarele profesioniștilor din învățământ să mențină limba catalană, chiar și în mijlocul dictaturii franchiste, când limba a fost interzisă și utilizarea sa a fost persecutată.  
În 1933, Ermita de Sant Pau d'Albocàsser a fost locul în care a apărut învățarea  valențianei . În vară,s-au reunit'' patru profesori de excepție, precum Carles Salvador, Enric Soler și Godes, Antoni Porcar și Candel și Francesc Boix Senmartí, 24 de elevi de la 8 la 13 ani, toți copii”. 
Recuperarea democrației și un anumit grad de autonomie a teritoriilor catalanofone, inclusiv Regatul Spaniei a permis recuperarea limbii în educație, un exemplu care a fost încurajator pentru restul domeniului lingvistic. Cu toate acestea, recuperarea a fost foarte neuniformă pe întreg teritoriul, iar fragmentarea teritorială și administrativă face ca poziția catalanilor de azi în lumea educațională să varieze foarte mult în funcție de locul la care se face referire. 

## Pe teritorii

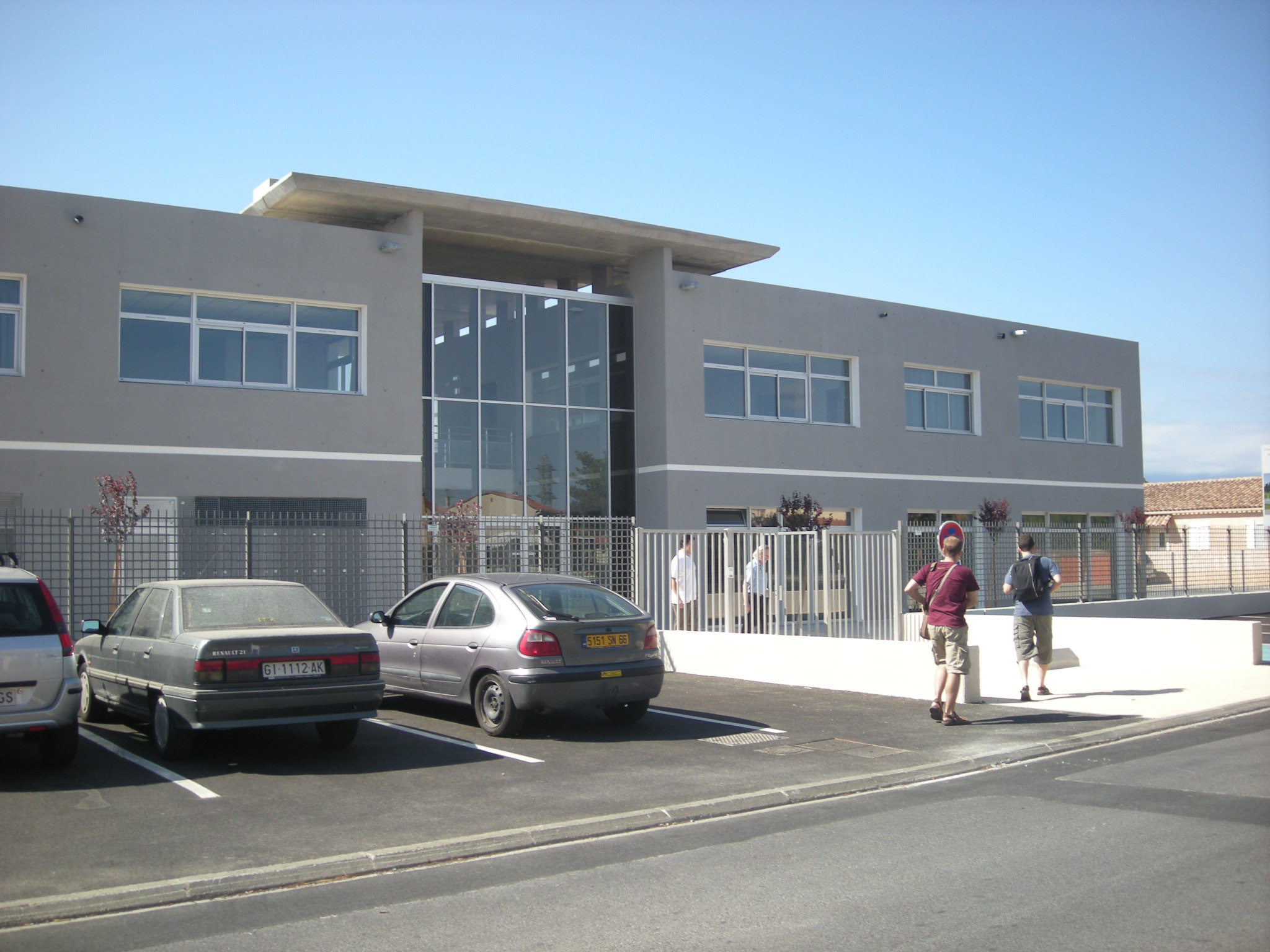
Școala Gimnazială La Bressola, în El Soler, în Catalonia de Nord.

În general, se poate spune că introducerea catalană a cursului a fost finalizată, cel puțin în Catalonia, Valencia și Insulele Baleare în timpul tranziției spre democrație spaniolă . De fapt, toate statutele de autonomie și primele legi lingvistice au acordat o atenție deosebită învățării și utilizării educaționale a limbii catalane, deoarece s-a stabilit principiul că toată populația ar trebui să fie competentă în ambele limbi oficiale  pentru a evita inegalitățile sociale sau fracturile din motive lingvistice. Cu toate acestea, modelele  lingvistice școlare dezvoltate pe fiecare teritoriu sunt destul de diferite unele de altele. 
În Catalonia a fost instituit un model lingvistic unitar care are limba catalană ca principală limbă vehiculară cunoscută drept „model de conjuncție”, bazată pe faptul că „toți oamenii au dreptul de a primi educație în limba catalană” și acesta limba „trebuie utilizată în mod normal ca  limbă  vehiculată în învățarea  limbii în învățământul universitar și nonuniversitar”, așa cum se prevede la articolul 35 din Statutul de autonomie al Cataloniei din 2006 . Modelul conjunctie are ca scop prevenirea segregării școlare din motive lingvistice, recunoscând în același timp dreptul de a primi primele lecții în limba catalană și spaniolă și recunoașterea dreptuluiu elevilor care au aderat cu întârziere la sistemul școlar catalan pentru a primi sprijin în cazul în care limba catalană nu este limba de exprimare. În mod logic, acest model necesită ca  profesorii să se exprime în oricare dintre cele două limbi oficiale din Catalonia. Pentru a asigura acest punct, în 1991 s-a adoptat o lege care reglementează accesul profesioniștilor în sectorul educației și necesită un nivel de catalană și spaniolă, care le-ar permite să dezvolte activitatea profesională, în conformitate cu legislația în vigoare. 

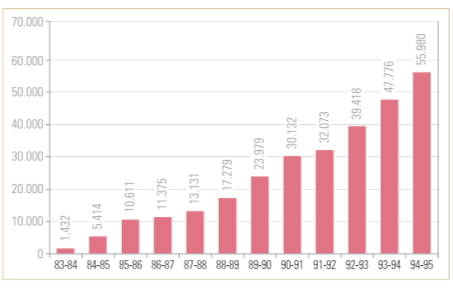
Evoluția elevilor de invațare în valențiana în Țara Valenciana, EGB 1983-1995 (AVL).

Modelul actual de limbi școlare din Insulele Baleare este urmat îndeaproape de modelul Cataloniei, deși prezența spaniolei este puțin mai importantă ca limbă vehiculară. 
În Comunitatea Valenciană, educația în limba catalană începe să fie implantată odată cu Legea utilizării și învățământului în Valenția  din 1983. Ea se bazează pe un model diferit, numit „dublu-linie“, în care părinții pot alege între catalană ca limbă vehiculată, spaniolă și programe mixte. Administrația a oferit adesea locuri de învățământ în limba catalană după cerere.  Generalitat Valenciana încearcă pentru prima dată să depășească modelul segregat cu Decretul de multilingvism din 2017, astfel încât fiecare școală să ofere un model lingvistic unic. Inițial, 54% din centrele rețelei publice și concertate au ales limba vehiculă în limba catalană; 30%, programe mixte; și 13%, în spaniolă.  Cu toate acestea, decretul a fost anulat în același an de către Înalta Curte de Justiție a Comunității Valencia. 
Poziția limbii catalane în restul domeniului este la fel de complexă. În Andorra, un stat marcat de prezența unui număr mare de imigranți și pasivali, există mai multe sisteme de învățământ: Școala Publică Andorrană, cu limba catalană ca limbă principală și o prezență puternică a limbii franceze ca L2; Școli congregaționale, cu limba catalană ca limbă vehiculară; sistemul spaniol, cu spaniola ca limbă de predare; și sistemul francez, cu școli care funcționează în această limbă.În '' Franja de Ponent''(municipii catalanovorbitori în teritoriul aragonez) , cu toate acestea, catalana nu este doar o disciplină opțională în cadrul unei școli complet spaniolă. În Alghero și în nordul Cataloniei, pe de altă parte, există o coexistență a predării limbii catalane ca materie opțională și a unor inițiative educaționale în limba catalană în regim de imersiune totală sau parțială. 
Modelele lingvistice ale teritoriilor de limbă catalană au fost zguduite de valurile migratorii din anii 1990 și 2000 . Aceste valuri au modificat compoziția demografică a studenților, până la punctul că într-un deceniu a trecut de la mai puțin de 1% dintre studenții străini la mai mult de 12%. Nevoile specifice ale acestor noi studenți au motivat o serie de inițiative, precum „ sălile de primire ”, menite să faciliteze învățarea limbii catalane și încorporarea rapidă și personalizată a studenților nou sosiți în centru. În 2007, în Cataluña existau un total de 1.081 de săli de clasă (636 în clasele primare, 347 în liceu și 91 în centre concertate). 

## Lumea universitară
Universitățile continuă aproximativ același model lingvistic al teritoriului în care se află. Astfel, în Catalonia și în Insulele Baleare, există o tendință redusă de a stabili linii lingvistice și elevii  participa la cursuri în limba catalană s-au spaniolă în funcție de limba aleasă de profesorat. Desigur, potrivit articolului 35 din Statutul Cataloniei, „profesorii și studenții centrelor universitare au dreptul de a se exprima, oral și în scris, în limba oficială pe care o aleg”. Ultimele date oficiale publicate de Departamentul Universităților din Catalonia au explicat că procentul grupurilor de clase predate în limba catalana a fost distribuit inegal: Universitatea din Barcelona, 66,4%; Universitatea  Autònoma din Barcelona, 61,8%; Universitatea  Politèhnica din Catalunya, 59,4%; Universitatea Pompeu Fabra, 66,3%; Universitatea din Girona, 80%; Universitatea din Lleida, 53,05%; Universitatea Rovira i Virgili, 64,9%; Universitatea  Oberta de Catalunya, 71,4%; Universitatea Ramon Llull, 75,8%; Universitatea din Vic, 84%; Universitatea Internațională din Catalunya, 44%; și Universitatea Abat Oliba, 32%. Aceste procente sunt orientative și deseori prezința limbii catalanei se modifica în funcție de tipul de învățământ. Astfel in  in studiile  graduale prezența catalane este mai mare decat în  postgraduale și de masterat , în cazul în care prezența mai mare de studenți străini sunt mai motivați să faca cursuri predate în limba spaniolă și o ofertă de predare incipientă în limba engleză . 
În Țara Valenciei, procentele de utilizare a limbii catalane în zonele non-lingvistice în 2016 au fost: Universitatea din Valencia, 34,3%; Universitatea Jaume I, 20,26%; Universitatea din Alicante, 7,13%; Universitatea Politehnică din Valencia, 6,54%; și Universitatea Miguel Hernández, 0%. 
Pentru a promova utilizarea limbii catalane în lumea universitara, în 1994, treisprezece universități din teritorii de catalanovorbitori au semnat actul de constituire a Xarxa Vives d'Universitats din orașul Morella (País Valencià),care in timpul actual grupează douăzeci și unu. În total, aceasta reprezintă un grup de peste 440.000 de persoane, între studenți, personalul didactic,profesorat și personalul nedidactic. Obiectivul acestei rețele este de a spori relațiile dintre diferitele teritorii de vorbitori de limbă catalană din domeniile cultural și lingvistic. Printre diversele servicii pe care rețeaua le oferă publicului se numără subvenții pentru mobilitatea interuniversitară, o bibliotecă virtuală și un portal de resurse lingvistice. 
În 2010, limba catalana a fost predată în 180 de universități din întreaga lume. În 2012, existau 162 de universități care predau limba și literatura catalană. Germania a fost țara cu cele mai multe universități cu aceste lecții (26), urmată de Franța (23), Statele Unite ale Americii (22), Regatul Unit (21) și Italia (13). În Spania existau 10 universități unde erau predate aceste studii.   În anul 2015 s-au efectuat studii de limbă și literatură catalană în 147 de universități din întreaga lume.

## Legături externe
- Raport despre situația limbii catalane
- Capitolul III din Legea politicii lingvistice a Cataloniei, privind reglementarea limbii catalane în învățământ Arhivat în 8 octombrie 2013, la Wayback Machine.